# Bandcamp
Bandcamp — приватна компанія, заснована колишніми співзасновниками сервісу Oddpost, а саме Ітаном Даймондом і Шоном Ґрюнберґером у 2007 році разом з програмістами Джо Голтом і Нілом Такером. У 2008 році компанія запустила інтернет-магазин музики, який є також платформою для розкрутки музикантів. Музиканти, що використовують Bandcamp, можуть скористатися інтерфейсом сайту, а також опублікувати власні композиції. Всі композиції доступні для користувачів безкоштовно, при цьому найчастіше надається можливість придбати альбом або конкретний трек за гнучкими цінами.
Головний офіс міститься в Сі-Ренчі в окрузі Сонома, штат Каліфорнія.
У травні 2018 року Bandcamp заявили що виконавці, які використовують вебсайт, офіційно отримали $296 мільйонів від продажу музики
. У 2020 Bandcamp повідомили, що станом на 7 серпня шанувальники заплатили артистам понад пів мільярда доларів, аби підтримати їх під час пандемії COVID-19, що призвела до скасування багатьох концертів та турів..
Bandcamp був придбаний компанією Epic Games 2 березня 2022 року.

## Bandcamp Daily
Влітку 2016 року компанія запустила Bandcamp Daily, музичне інтернет видання, що розширило свій редакційний зміст та пропонує статті про виконавців на платформі. Видання базується в Нью-Йорку. Її керівною редакторкою є Джес Скольник, авторка на Pitchfork, BuzzFeed та The New York Times, а також колишня авторка панкзіну. Серед оглядачів Bandcamp Daily були автори Wired, Vice, NPR Music, Pitchfork та Paste.
4 серпня 2017 року співробітники Bandcamp Daily передали всі доходи від продажу за день у Трансгендерський юридичний центр, організації з прав людини для трансгендерних людей.
В лютому 2018 року аудиторія Bandcamp Daily зросла на 84 % порівняно з попереднім роком.